# Otto Krumpen
Otto Krumpen, även Otte Krumpen, född 1473, död 1569, var en dansk riddare och riksråd.
Krumpen var befälhavare för danska armén i slaget på Åsundens is 19 januari 1520. Han bar kronan vid Kristian IIs kröning i Storkyrkan 4 november samma år och blev då dubbad till riddare av kungen. Festligheterna avslutades med Stockholms blodbad. 1523 anslöt han sig till Fredrik I och blev riksråd. Han ledde 1525 ett fälttåg mot Sören Norby på Gotland. 1533 tillhörde han den katolska sidan i riksrådet. Under grevefejden övergav han 1534 Tranekærs slott på Langeland, som han haft i förläning sedan 1522. Han gick över till greve Kristofer av Oldenburg och fick Aalholm som län i stället. Sedan plundrades hans gods och Krumpen fördes som fånge till Mecklenburg. Han återkom 1536, men uteslöts från riksrådet till 1542. Han var marsk 1554 till 1567 och fick flera diplomatiska uppdrag.